# Fascellina clausaria
Fascellina clausaria là một loài bướm đêm trong họ Geometridae.